# As Lions
As Lions est un groupe britannique de hardcore mélodique, originaire de Londres, en Angleterre.

## Histoire

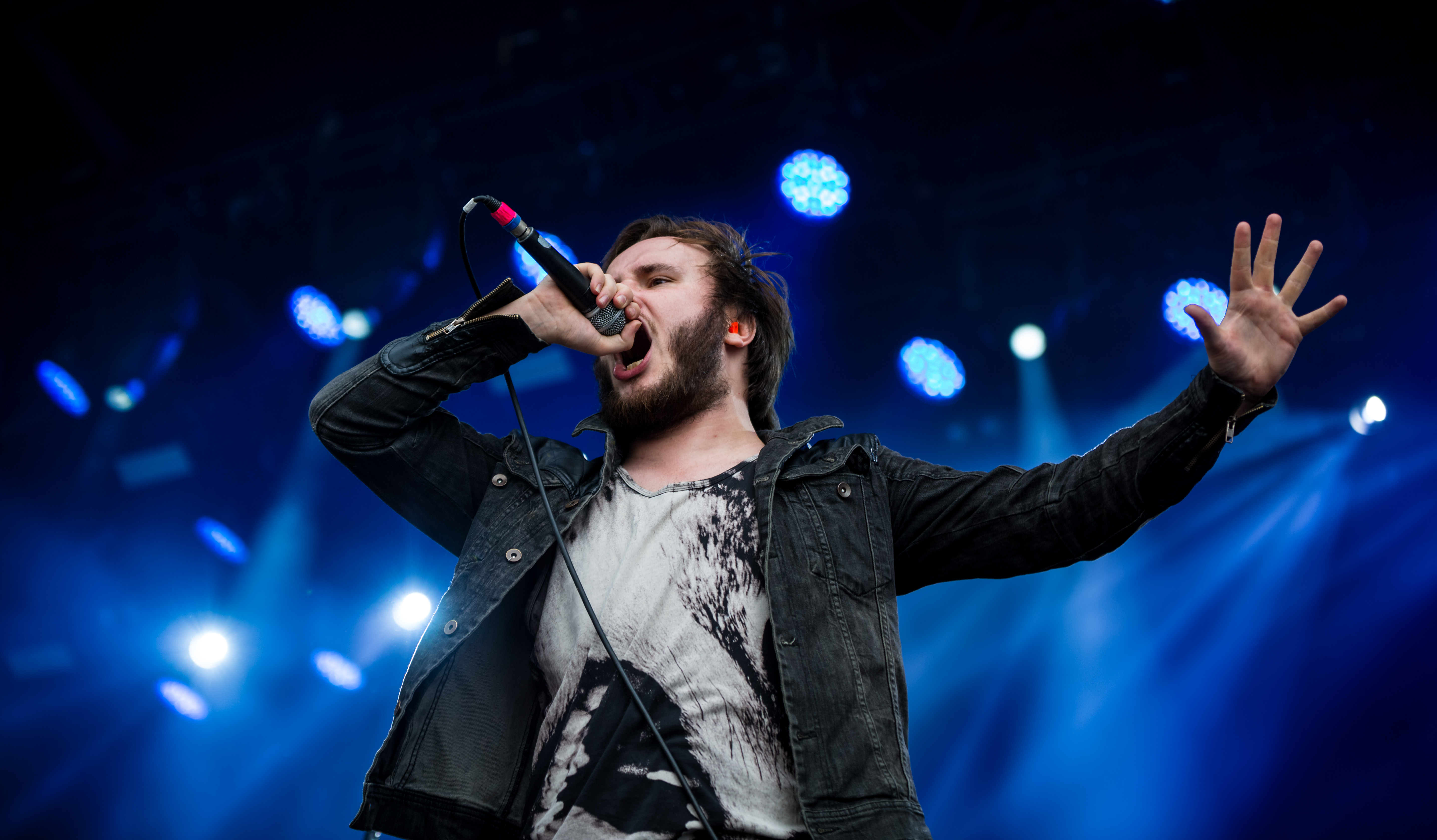
Austin Dickinson avec As Lions au Rock am Ring 2017.

Après la séparation du groupe de metalcore Rise to Remain en 2015, le chanteur Austin Dickinson, le guitariste Will Homer et le bassiste Conor O'Keefe fondent officiellement As Lions, bien que les musiciens aient déjà travaillé sur le groupe pendant l'existence de Rise to Remain. Après l'arrivée des batteur et bassiste, respectivement David Fee et Stefan Whiting, O'Keefe se met à la guitare électrique et au clavier. En décembre de l'année de sa création, le groupe signe un contrat d'enregistrement avec Eleven Seven Music.
En octobre 2016, le groupe sort son premier EP de quatre titres, Aftermath, sur le label. Le producteur est Dave Bendeth, qui a déjà collaboré avec Of Mice and Men, Paramore et Bring Me the Horizon.
As Lions a déjà joué à guichets fermés au Royaume-Uni en première partie de Trivium et participe aux Camden Rocks et Download Festival. As Lions donne ses premiers concerts aux États-Unis en octobre et novembre 2016, en compagnie de Five Finger Death Punch, Shinedown et Sixx:A.M.
Le 20 janvier 2017, le groupe sort son premier album, Selfish Age. Comme pour l'EP, Bendeth a également été responsable de la production de l'album. En avril et mai 2017, As Lions fait la première partie de I Prevail lors de leur tournée nord-américaine, accompagné par Starset, Cover Your Tracks et Vamps. 

## Style musical
As Lions joue une variante de metal comparable à Of Mice and Men et aux derniers morceaux de Bring Me the Horizon. Comparé à son père Bruce, Austin Dickinson se sent à l'aise dans le rock moderne de style américain, de sorte que la musique présente une similitude avec Linkin Park, Thirty Seconds to Mars ou encore Five Finger Death Punch.

## Discographie
- 2016 : Aftermath (EP, Eleven Seven Music)
- 2017 : Selfish Age (album, Eleven Seven Music)